# Arachniopleurus
Arachniopleurus is een geslacht van uitgestorven zee-egels uit de familie Glyphocyphidae.

## Soorten
- Arachniopleurus istrianus Innocenti, 1924 †